# NGC 1784
NGC 1784 is een balkspiraalstelsel in het sterrenbeeld Haas. Het hemelobject werd op 11 december 1836 ontdekt door de Britse astronoom John Herschel.

## Synoniemen
- PGC 16716
- MCG -2-13-42
- IRAS05030-1156